# هكتور ديلوكا
هكتور ديلوكا (بالإنجليزية: Hector DeLuca)‏ هو عالم كيمياء حيوية وأستاذ جامعي أمريكي، ولد في 1930.